# Segunda División de España 1929-30
La temporada 1929–30 de la Segunda División de España de fútbol corresponde a la 2ª edición del campeonato y se disputó entre el 1 de diciembre de 1929 y el 30 de marzo de 1930.
El vencedor de esta temporada y único club que ascendió a Primera División fue el Club Deportivo Alavés.

## Sistema de competición
La Segunda División de España 1929/30 fue organizada por la Real Federación Española de Fútbol.
Como en la temporada precedente, el torneo constaba de un grupo único integrado por diez clubes de toda la geografía española. Siguiendo un sistema de liga, los diez equipos se enfrentaron todos contra todos en dos ocasiones -una en campo propio y otra en campo contrario- sumando un total de dieciocho jornadas. El orden de los encuentros se decidió por sorteo antes de empezar la competición.
La clasificación final se estableció con arreglo a los puntos obtenidos en cada enfrentamiento, a razón de dos por partido ganado, uno por empatado y ninguno en caso de derrota. Si al finalizar el campeonato dos equipos sumaban la misma puntuación, los mecanismos establecidos por el reglamento para desempatar la clasificación eran los siguientes:
1. Los resultados particulares entre los equipos empatados (como si hubiesen disputado una liguilla entre ellos).
2. Si persistía el empate, el que tuviese el mejor cociente de goles (promedio entre el número de goles marcados y los recibidos).

La principal novedad de esta temporada es la introducción del ascenso directo en lugar de la promoción. De este modo, el equipo que más puntos sumó al final del campeonato se proclamó campeón de Segunda División y ascendió a Primera División para la siguiente temporada, siendo reemplazado por el último clasificado de esta categoría.
También hubo cambios en el descenso, ya que sólo hubo un descenso a Tercera División, el del colista, y no dos, como en la temporada anterior.

## Clubes participantes y estadios
| Datos de ascensos y descensos con respecto a la temporada anterior |
| --- |
| Baracaldo FC, Cartagena FC, CD Castellón, Celta de Vigo, Gimnástica de Torrelavega, Atlético Osasuna, Racing Club de Madrid, Tolosa FC, Real Valladolid y Zaragoza CD descienden a Tercera División. Cultural Leonesa y Real Murcia ascienden desde el Grupo B de Segunda División B. |

| Equipo                           | Ciudad    | Estadio                    | Aforo  |
| -------------------------------- | --------- | -------------------------- | ------ |
| Club Deportivo Alavés            | Vitoria   | Mendizorroza               | -      |
| Real Betis Balompié              | Sevilla   | Campo del Patronato Obrero | 9.000  |
| Cultural y Deportiva Leonesa     | León      | Campo de Guzmán            | -      |
| Real Club Deportivo de La Coruña | La Coruña | Campo de Riazor            | -      |
| Iberia Sport Club                | Zaragoza  | Campo de Torrero           | 8.000  |
| Real Murcia Foot-ball Club       | Murcia    | La Condomina               | -      |
| Real Oviedo Foot-ball Club       | Oviedo    | Teatinos                   | -      |
| Real Sporting de Gijón           | Gijón     | Estadio El Molinón         | 6.000  |
| Valencia Foot-ball Club          | Valencia  | Mestalla                   | 25.000 |

## Clasificación final
| Pos. | Equipo                    | Pts. | PJ | G | E | P  | GF | GC | Dif. | Clasificación                     |
| ---- | ------------------------- | ---- | -- | - | - | -- | -- | -- | ---- | --------------------------------- |
| 1    | C. D. Alavés (A, C)       | 22   | 18 | 9 | 4 | 5  | 44 | 19 | +25  | Primer Ascenso a Primera División |
| 2    | Sporting de Gijón         | 21   | 18 | 9 | 3 | 6  | 29 | 28 | +1   |                                   |
| 3    | Iberia S. C.              | 21   | 18 | 6 | 9 | 3  | 26 | 22 | +4   |                                   |
| 4    | Sevilla F. C.             | 20   | 18 | 9 | 2 | 7  | 41 | 26 | +15  |                                   |
| 5    | Real Oviedo F. C.         | 18   | 18 | 8 | 2 | 8  | 37 | 44 | −7   |                                   |
| 6    | Valencia F. C.            | 18   | 18 | 7 | 4 | 7  | 40 | 43 | −3   |                                   |
| 7    | R. C. Deportivo La Coruña | 17   | 18 | 6 | 5 | 7  | 33 | 37 | −4   |                                   |
| 8    | Real Murcia F. C.         | 15   | 18 | 6 | 3 | 9  | 40 | 50 | −10  |                                   |
| 9    | Real Betis                | 14   | 18 | 6 | 2 | 10 | 29 | 39 | −10  |                                   |
| 10   | Cultural Leonesa (D)      | 14   | 18 | 5 | 4 | 9  | 30 | 41 | −11  | Descenso a Tercera División       |

 Fuente: BDFutbol
Criterios de clasificación: Puntos · Diferencia de goles · Goles a favor · Play-off
|                      |
| Campeón C. D. Alavés |
| 1.er título          |

## Resultados
| Local \ Visitante         | ALV | BET | CDL | DEP | IBE | MUR | OVI | SEV | SPO | VAL |
| ------------------------- | --- | --- | --- | --- | --- | --- | --- | --- | --- | --- |
| C. D. Alavés              | —   | 2–0 | 5–0 | 5–1 | 0–0 | 5–0 | 6–0 | 5–0 | 3–1 | 4–1 |
| Real Betis                | 3–2 | —   | 2–1 | 3–1 | 1–1 | 2–1 | 5–2 | 0–2 | 2–4 | 5–2 |
| Cultural Leonesa          | 1–1 | 2–2 | —   | 2–2 | 0–1 | 4–0 | 3–1 | 2–0 | 4–0 | 0–3 |
| R. C. Deportivo La Coruña | 4–0 | 1–0 | 4–3 | —   | 3–0 | 3–4 | 4–1 | 0–0 | 0–0 | 3–1 |
| Iberia S. C.              | 1–0 | 4–1 | 2–2 | 0–0 | —   | 2–0 | 4–1 | 2–2 | 0–0 | 3–3 |
| Real Murcia F. C.         | 2–2 | 4–0 | 3–4 | 6–2 | 1–1 | —   | 4–4 | 2–1 | 3–0 | 4–6 |
| Real Oviedo F. C.         | 0–1 | 4–1 | 3–0 | 2–1 | 2–2 | 1–3 | —   | 3–2 | 2–1 | 5–0 |
| Sevilla F. C.             | 2–1 | 2–0 | 6–1 | 4–1 | 1–2 | 6–1 | 4–0 | —   | 2–0 | 4–0 |
| Sporting de Gijón         | 2–1 | 2–1 | 3–0 | 4–1 | 2–0 | 3–2 | 1–3 | 2–1 | —   | 2–1 |
| Valencia F. C.            | 1–1 | 2–1 | 3–1 | 2–2 | 3–1 | 4–0 | 2–3 | 4–2 | 2–2 | —   |

## Resumen
Campeón de Segunda División y asciende a Primera División:
| - Club Deportivo Alavés |

Desciende a Tercera división: 
| - Cultural y Deportiva Leonesa |